# Селезнёва, Наталья Игоревна
Ната́лья И́горевна Селезнёва (при рождении и в первых киноролях — Полинковская; род. 19 июня 1945, Москва) — советская и российская актриса театра и кино; народная артистка Российской Федерации (1996), заслуженный деятель культуры Польши (1976).

## Биография

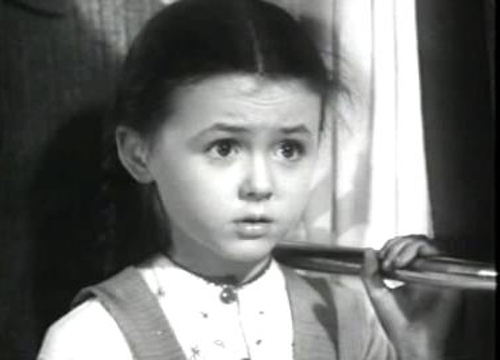
Наташа Полинковская в фильме «Алёша Птицын вырабатывает характер», 1953

Родилась 19 июня 1945 года в Москве. Её отец, Игорь Николаевич Селезнёв (1918—1982), был фотожурналистом, заведовал отделом «Искусство фотографии» в журнале «Советское фото»; мать, Нелли (Елена) Семёновна Полинковская (при рождении Дебора Соломоновна; 8 июня 1913, Одесса — 15 июня 2002, Москва), выросла в Харькове — работала художницей по росписи тканей. Родители познакомились в 1943 году в Москве.
В 6 лет режиссёр Владимир Канцель заметил её на улице и пригласил на главную роль в спектакле театра Советской армии, которую она играла на протяжении трёх лет. В кино — с 1953 года (первая роль — Сашенька в фильме «Алёша Птицын вырабатывает характер», в титрах — Наташа Полинковская).
Успех пришёл в 1965 году с выходом фильма Леонида Гайдая «Операция «Ы» и другие приключения Шурика», где Селезнёва сыграла роль студентки Лиды в новелле «Наваждение».
В 1966 году окончила театральное училище имени Бориса Щукина (курс Бориса Захавы) и стала актрисой Театра сатиры.
В дальнейшем она ещё дважды снималась в комедиях Гайдая — в фильмах «Иван Васильевич меняет профессию» и «Не может быть!». Запомнились зрителю роли Натальи Селезнёвой и в таких фильмах, как «Я Вас любил…», «Приключения жёлтого чемоданчика», «Тема». Кроме того, популярностью актриса обязана телевизионной передаче «Кабачок „13 стульев“», где она играла роль пани Катарины.
В 2018 году у Натальи Селезнёвой начались проблемы с ногами. Тогда актриса неудачно упала и сломала шейку бедра, ей сделали несколько операций: заменили тазобедренный и коленный суставы на титановые протезы.
После этих операций и восстановления актриса может сама ходить, поднимается по лестнице. Актриса опровергла слухи, что на выступлении в «Кабачке» Театра сатиры кресло было инвалидным.

## Семья
- По словам Натальи Селезнёвой, прапрадед (со стороны матери) — Лазарь Израилевич Бродский (1848—1904), киевский сахарозаводчик и меценат, кавалер ордена Почётного легиона и ордена Святого Владимира[10].
- Дед — Семён Леонтьевич (Соломон Лейбович) Полинковский (1880, Одесса — ?)[11], вырос в Бендерах в семье оргеевского[12][13] купца второй гильдии[14], инженер-электротехник, автор научных публикаций[15]; в 1926 году переехал с семьёй из Харькова[16] в Москву, работал на Государственном арматурном заводе и жил в Петровском переулке, дом № 3, кв. 60[17], где выросла и Наталья Селезнёва[8][18][19].
- В 1968 году на съёмках фильма «Калиф-аист» Наталья Селезнёва познакомилась с актёром Владимиром Андреевым (1930—2020), за которого вышла замуж. Сын Егор (род. 1969), кандидат исторических наук, дипломат (специалист-германист), действительный государственный советник РФ второго класса. Внуки Алексей (род. 1995), Елизавета (род. 2010), Николай (род. 2011), Владимир-младший (род. 2021).

## Увлечения
Актриса давно интересуется спортом, футболом. Является поклонницей московского ЦСКА.
Болеть за футбол я начала очень давно, ещё в юности, как-то само собой сложилось, что мой клуб — ЦСКА…

## Политические взгляды
Член партии «Единая Россия». В 2007 году была занесена в список доверенных лиц партии на выборах в Государственную думу 5-го созыва, в связи с чем была приглашена на встречу со спикером Госдумы Борисом Грызловым. После выступления Грызлова взяла слово и сообщила публике следующие слова:

Меня покоробило, что вы сказали про сельское хозяйство! Я часто езжу по стране, разруха чудовищная в сельском хозяйстве, и вы знаете это не хуже меня. ❬…❭ Про жильё вы много говорите, но сегодня его могут купить только те, кто грабил Россию…— «Единая Россия» обиделась на актрису за критику (e1.ru: новости Екатеринбурга)
 В итоге актриса не была включена в окончательный список доверенных лиц, заверенный Избиркомом.

## Творчество

### Роли в театре
1. «Вечерний выезд общества слепых» — Дама
2. «Идеальное убийство» — Клер Морган — постановка: Андрей Житинкин
3. «Дон Жуан, или Любовь к геометрии» М. Фриша — постановка: Валентин Плучек (16 декабря 1966 — премьера)
4. «Интервенция» — постановка: Валентин Плучек (24 апреля 1967 — премьера)
5. «Малыш и Карлсон, который живёт на крыше» А. Линдгрен — постановка: М. А. Микаэлян; режиссёр: Спартак Мишулин; автор инсценировки: С. Прокофьева (3 марта 1968 — премьера)
6. «У времени в плену» Александра Штейна — Ленинградка, провожающая — постановка: Валентин Плучек (8 апреля 1970 — премьера)
7. «Пощёчина» Сергея Михалкова — постановка: Л. Д. Эйдлин (27 апреля 1974 — премьера)
8. «Горе от ума» А. С. Грибоедова — дочь князя Тугоуховского — постановка: Валентин Плучек (10 декабря 1976 — премьера)
9. «Клоп» Владимира Маяковского — лунатичка, служитель зоосада — постановка: Валентин Плучек ((5) 27 сентября 1974 — премьера)
10. «Её Превосходительство» Самуила Алёшина (7 сентября 1979 — премьера) — Алин — постановка: Александр Ширвиндт
11. «Пена» Сергея Михалкова — Альбина, божественная дурочка — Тамара, секретарша — постановка: Валентин Плучек (29 декабря 1975 — премьера)
12. «Чудак» Назыма Хикмета — Айтэн, дочь Реджеба — постановка: В. П. Кондратьев, Валентин Плучек (12 марта 1980 — премьера)
13. «Гнездо глухаря» Виктора Розова — Коромыслова Ариадна Филипповна — постановка: Валентин Плучек (8 сентября 1980 — премьера)
14. «Очень деловой человек»
15. «Таблетку под язык» А. Е. Макаёнка — постановка: Валентин Плучек (26 декабря 1972 — премьера)
16. «Родненькие мои» А. С. Смирнова — постановка: Валентин Плучек (3 апреля 1985 — премьера)
17. «Последние» Максима Горького — постановка: Анатолий Папанов (1987)
18. «Неаполь — город миллионеров» Эдуардо де Филиппо — Ассунта — постановка: Михаил Мокеев (2 марта 2000 — премьера)
19. «Нам всё ещё смешно» — постановка: Александр Ширвиндт (2003)
20. «Идеальное убийство» А. А. Житинкина - постановка: Андрей Житинкин (2006)
21. «Триумф на Триумфальной» — постановка: Юрий Васильев; авторы пьесы: А. Ширвиндт, С. Коковкин, С. Плотов и А. Семёнов (2009)
22. «Грустно, но смешно» — постановка: Александр Ширвиндт, Юрий Васильев (1 октября 2014 — премьера)
23. «Староновогодний кабачок. Праздничная феерия в специальной шоу-программе от Театра сатиры» — режиссёр: Антон Буглак; руководители постановки: Антон Буглак, Сергей Землянский, Илья Малаков, Карина Муса (12 января и 13 января 2023 — всего два спектакля). Наподобие этой программы 14 февраля, 7 и 8 марта 2023 в Театре сатиры был «Кабачок для любимых».

### Фильмография

Памятник студентам. Рязань

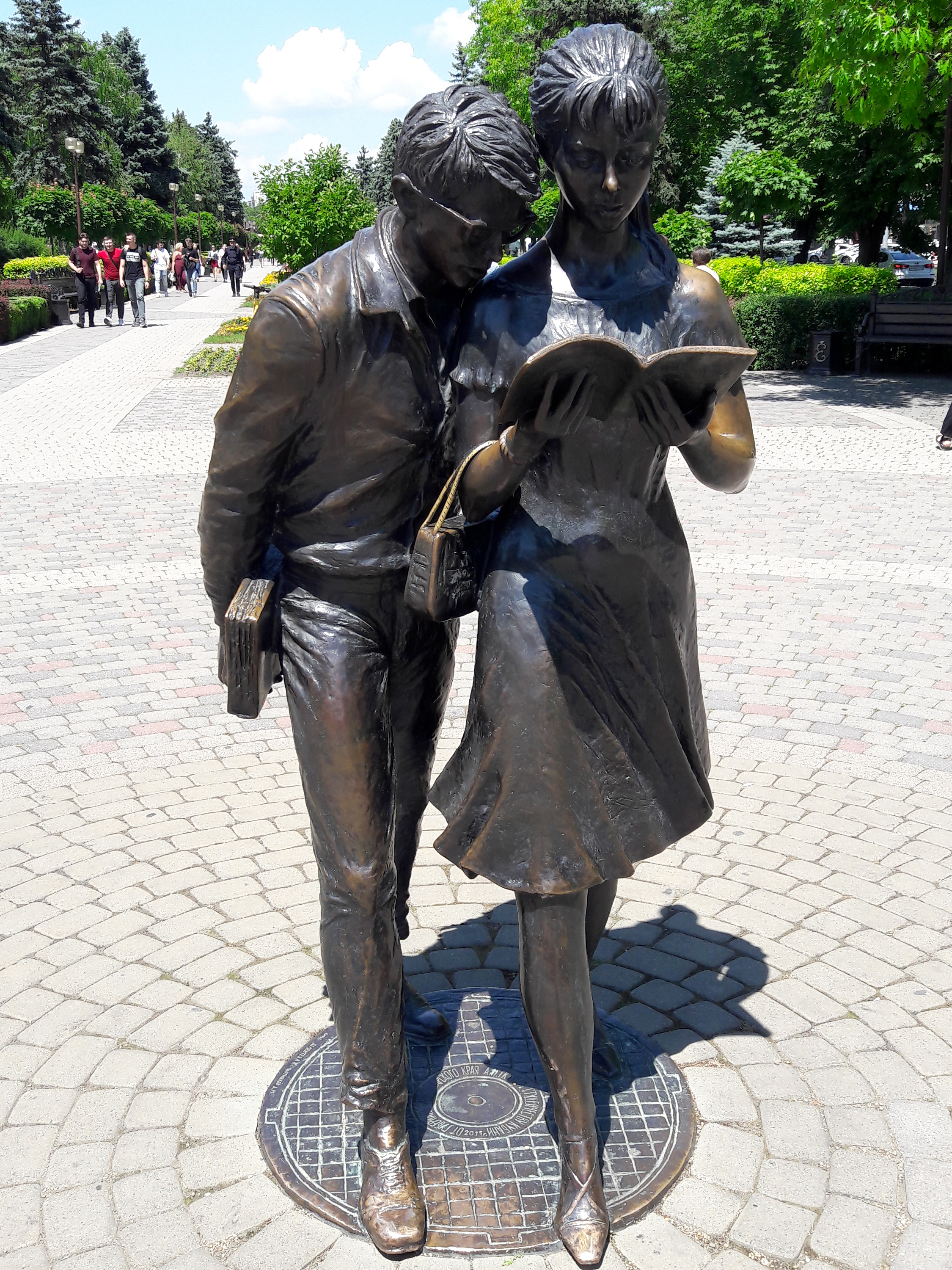
Памятник студентам. Краснодар

1. 1953 — Алёша Птицын вырабатывает характер (в титрах — Наташа Полинковская) — Сашенька
2. 1956 — Девочка и крокодил (в титрах — Наташа Полинковская) — Катя Пастушкова
3. 1961 — Алёнка — Елизавета, сестра Нюры
4. 1965 — Операция «Ы» и другие приключения Шурика (новелла «Наваждение») — Лида, студентка Политехнического института
5. 1966 — Саша-Сашенька — Саша Крылова, маляр
6. 1966 — Кто придумал колесо? — Зойка
7. 1967 — Я вас любил… — Лидия Николаевна, учительница литературы
8. 1969 — Калиф-аист — Принцесса
9. 1969 — Старый знакомый — Наташа Кольцова, художница
10. 1970 — Как мы искали Тишку — воспитательница
11. 1970 — Приключения жёлтого чемоданчика — Петина мама
12. 1970 — Соло (короткометражный) — Соня
13. 1972 — Точка, точка, запятая… — участковый врач
14. 1973 — Иван Васильевич меняет профессию — Зинаида Михайловна Тимофеева (Зина), жена Шурика
15. 1974 — Свой парень — Аля Малышева
16. 1975 — Не может быть! (новелла «Забавное приключение») — Танюша, жена Барыгина-Амурского
17. 1977 — Приключения Нуки — мама Алёши
18. 1977 — Эти невероятные музыканты, или Новые сновидения Шурика — камео
19. 1978 — По улицам комод водили (новелла «Мы едем, едем, едем…») — Вика
20. 1979 — Тема — Светлана, ученица К. А. Есенина
21. 1981 — Ожидаются похолодание и снег (короткометражный) — эпизод
22. 1982 — Берегите мужчин! — Алла, сослуживец и подруга Марфы Петровны
23. 1986 — Я тебя ненавижу
24. 1992 — Круг обречённых — Фима Кораблёва, сотрудница редакции
25. 1992 — Звёзды на море — мать Владимира
26. 1995 — Дом — Мария Алексеевна Фамусова
27. 1996 — Импотент — Татьяна, жена Михаила
28. 1996 — Клубничка — Сюзанна Ивановна Цыпа (22-я серия) / налоговый инспектор (40-я серия)
29. 1996 — Старые песни о главном 2 — пани Катарина
30. 1997 — Старые песни о главном 3 — Зинаида Михайловна Тимофеева (Зина), жена Шурика
31. 1998 — Примадонна Мэри — Инна, жена Бориса
32. 2000 — Агент в мини-юбке — Наталья Ивановна
33. 2001 — С точки зрения ангела — Тереза Константиновна
34. 2002 — Улыбка Мелометы — активистка
35. 2002 — Сын неудачника — мать Аркадия
36. 2003 — Юбилей прокурора —  соседка прокурора
37. 2003 — Love-сервис — Маргарита Семёновна, невеста
38. 2004 — Воры и проститутки. Приз — полёт в космос — Елена Дмитриевна Стасова, председатель МОПР
39. 2006 — Вы не оставите меня — Наталья Васильевна, мама Верочки (озвучила Алла Сурикова)
40. 2007 — Крик в ночи
41. 2007 — Аферисты — тётя Сима, соседка Юли
42. 2008 — Воротилы — Клавдия Семёновна, прислуга в доме Деменко
43. 2009 — Мама-Москва (не был завершён)
44. 2013 — Страна хороших деточек — бабушка
45. 2014 — Новогоднее дежурство — Агнесса Леопольдовна

### Киножурнал «Ералаш»
- 1998 — Выпуск № 127 (сюжет «Помощник»)[22] — покупательница в ларьке (роль озвучила Любовь Германова)

### Телеспектакли
1. 1966—1980 — Кабачок «13 стульев» (фильм-спектакль) — пани Катарина
2. 1971 — Женский монастырь (фильм-спектакль)
3. 1971 — Клоун (фильм-спектакль) — Ирина, гимнастка
4. 1971 — Когда море смеётся (фильм-спектакль) — Розина
5. 1975 — Бенефис Ларисы Голубкиной (фильм-спектакль) — Клара
6. 1976 — Волшебный фонарь (фильм-спектакль) — Элен (героиня Милен Демонжо в трилогии Андре Юнебеля о Фантомасе)
7. 1976 — Пощёчина (фильм-спектакль) — Лариса, студентка пединститута
8. 1978 — Таблетку под язык (фильм-спектакль) — Вера Неведомая, новый сельский библиотекарь
9. 1982 — Повесть о молодых супругах (фильм-спектакль) — Шурочка
10. 1982 — Продавец птиц (фильм-спектакль) — графиня фон Штольц
11. 1983 — Ложь на длинных ногах (фильм-спектакль) — Ольга Чигорелла
12. 1986 — Золотая рыбка (фильм-спектакль) — гостья «Золотой рыбки» / пани Катарина
13. 1986 — На бойком месте (фильм-спектакль) — Аннушка, сестра Безсудного
14. 1987 — Гнездо глухаря (фильм-спектакль) — Ариадна Коромыслова, студентка и подруга Егора
15. 1989 — Чудаки (фильм-спектакль)
16. 2010 — Идеальное убийство (фильм-спектакль) — Клер Морган

### Озвучивание мультфильмов
- 1981 — Халиф-аист — Аистиха
- 1994—2004 — Детективный дуэт. Иван и Митрофан

### Съемки в клипах
- 1994 — Агата Кристи (песня «Сказочная тайга») — камео

## Почётные звания и награды
- Заслуженный деятель культуры Польши (1976)
- Заслуженная артистка РСФСР (30 сентября 1981 года)
- Народная артистка Российской Федерации (2 мая 1996 года) — за большие заслуги в области искусства[23]
- Орден Дружбы (1 декабря 2006 года) — за заслуги в области культуры и искусства, многолетнюю плодотворную деятельность[24]
- Орден Почёта (16 июля 2015 года) — за заслуги в развитии отечественной культуры и искусства, средств массовой информации и многолетнюю плодотворную деятельность[25]

## Документальные фильмы и телепередачи
- «Наталья Селезнёва. „Встречи на Моховой“» («Пятый канал», 2009)[26]
- «Наталья Селезнёва. „С широко раскрытыми глазами“» («Первый канал», 2010)[27]
- «Наталья Селезнёва. „Секрет пани Катарины“» («ТВ Центр», 2010)[28]